# Березники (Ильинский сельский округ)
Березники — деревня в Угличском районе Ярославской области России. Входит в состав Ильинского сельского поселения.

## География
Деревня находится в юго-западной части области, в зоне хвойно-широколиственных лесов, при автодороге 78Н-0821, на расстоянии примерно 22 километров (по прямой) к юго-востоку от города Углича, административного центра района. Абсолютная высота — 186 метров над уровнем моря.

### Климат
Климат характеризуется как умеренно континентальный, со сравнительно холодной зимой и относительно тёплым летом. Среднегодовая температура воздуха — +3,2 °C. Средняя температура воздуха самого холодного месяца (января) — −10,8 °C (абсолютный минимум — −46 °C); самого тёплого месяца (июля) — +17,6 °C (абсолютный максимум — +35 °C). Вегетационный период длится около 165—170 дней. Годовое количество атмосферных осадков составляет 600—700 мм, из которых большая часть выпадает в тёплый период. Снежный покров держится в среднем 150 дней.

## История
Некогда деревня была очень большой, насчитывавшей до 150 домов по двум посадам. Население деревни занималось исключительно земледелием и животноводством, кустарных производств в деревне не было.
До 1917 года деревня относилась ко второму стану Угличского уезда. Располагалась по левую сторону торгового тракта из становой квартиры в с. Заозерье.
Березники, сельцо владельческое. Разделялось на 2 части — первая часть принадлежала помещице Ольге Черепановой, вторая часть — помещику Протопопову. На старых картах деревня обозначена как сельцо Ольгино, вернее та часть, которая сейчас называется «слободкой», в сторону таких деревень как, Деревеньки и Ворошилово. В деревне на роднике стояла деревянная часовня во имя Мины-мученика. Расстояние от уездного города Углича — 40 верст, от становой квартиры — 12 верст. Деревня построена в форме креста.

## Население
| 2007 | 2010 |
| ---- | ---- |
| 1    | ↗2   |

### Национальный состав
Согласно результатам переписи 2002 года, в национальной структуре населения русские составляли 100 % из 2 чел.